# 光言社
株式会社光言社（こうげんしゃ）は、東京都渋谷区にある世界平和統一家庭連合（旧統一教会）関連の書物・雑誌を取り扱う出版社。教団の思想を広めるインターネット番組『U-ONE TV』やYouTubeチャンネル「旧統一教会報道に対する我々の視点」の制作も行っている。

## 概要・沿革
1966年5月1日、世界平和統一家庭連合（旧統一教会）の創始者の文鮮明は『原理講論』をソウルの聖火社から刊行した。翌1967年10月2日、同書の日本語版が出版される。これを起点として、1968年4月5日、光言社は法人として設立された。
1974年2月、教団の関連書籍と雑誌を販売する「愛美書店」をオープン。
1978年1月、教団のニュース媒体として、タブロイド紙「中和新聞」を創刊。
1983年3月1日、株式会社に組織変更。
1991年12月10日、キリスト教書総目録刊行会は『キリスト教書総目録 No.3 1992年版』を刊行。ところが同目録に光言社の書籍43点が掲載されていたことから、1992年1月25日、日本基督教団統一原理問題連絡会ならびに同教団九州教区「原理運動」対策委員会は、キリスト教書総目録刊行会に対し、抗議と責任表明を促す要請書を提出した。発行部数は2万部だったことから、回収の費用もかなりの額にのぼり、大きな問題となった。編集実務を担った東販は、光言社と東販とが取引があり、表現・出版の自由のからみで、掲載を断り切れない事情があったと説明した。
1993年2月、映像部門を新設し、教団の別会社が制作していた通信衛星の番組『ユニバーサル・ワン・テレビジョン（U-ONE TV）』の運営を引き継ぐ。『U-ONE TV』はのちにインターネット番組に移行した。
2022年8月23日、YouTubeチャンネル「旧統一教会報道に対する我々の視点」を開設した。
公式ウェブサイトにおいて、1920年から現在に至る統一教会に関する年表「真の父母様と統一運動の歴史」を7ページにわたって公開している。

## 所在地など
- 所在地は東京都渋谷区宇田川町37-18トツネビル3F。隣接する同町37-17宮坂ビルは、1階に光言社が経営する愛美書店があり、2階と4階に統一教会の渋谷家庭教会が入っている[18]。道路を挟んだ南西のブロックには統一教会の本部ビルがある（住所は渋谷区松濤1-1-2）[19]。

- 代表取締役社長は椎名建太[1][2]。取締役には統一教会の教会改革推進本部本部長の勅使河原秀行[20]が名を連ねている。